# Agromyzinae
Sous-famille
Les Agromyzinae sont une sous-famille d'insectes néoptères de la famille des Agromyzidae.

## Liste des genres
Selon BioLib (28 juillet 2024) :
- Agromyza Fallén, 1810
- Epidermomyia Ipe & Ipe, 2004
- Hexomyza Enderlein, 1936
- Japanagromyza Sasakawa, 1958
- Kleinschmidtimyia Spencer, 1986
- Melanagromyza Hendel, 1920
- Ophiomyia Braschnikov, 1897
- Penetagromyza Spencer, 1959
- Tropicomyia Spencer, 1973